# Barrakka Lift (2012)
Barrakka Lift – winda w stolicy Malty, Valletcie, łącząca Wielki Port z górnymi ogrodami Barrakka, uruchomiona w 2012 w tym samym miejscu, co poprzednia winda zbudowana w roku 1905 i wyburzona w 1983.

## Historia
W 1905 roku wraz z budową na Malcie linii tramwajowej zdecydowano się zbudować także windę łączącą przystań Wielkiego Portu z górnymi ogrodami Barrakka. Winda ta zakończyła działalność w roku 1973, a jej rozbiórki dokonano 10 lat później.
W 2004 roku pojawiły się propozycje odbudowy windy w tej samej lokalizacji. Celem projektu było ułatwienie dostępu do historycznego centrum Valletty z przystani Wielkiego Portu, do której przybijały statki pasażerskie. Zamierzano także uruchomić linię promową pomiędzy przystanią a Three Cities.
W 2009 roku zdecydowano, że budowę windy przeprowadzi założona w 2007 roku Grand Harbour Regeneration Corporation, odpowiedzialna za rewitalizację przystani. Zakończenie budowy planowano na marzec 2011. Przygotowania opóźniły się jednak ze względu na konieczność zdobycia wymaganych pozwoleń i ostatecznie prace budowlane rozpoczęły się w lipcu 2011. Windę otwarto 15 grudnia 2012. W ceremonii udział wzięli premier Malty Lawrence Gonzi oraz minister infrastruktury Austin Gatt.

## Parametry techniczne
Wieża windy ma 58 metrów i jest betonową konstrukcją otoczoną aluminiową siatką. Znajdują się na niej dwie kabiny dostarczone przez firmę Kone mogące pomieścić 21 pasażerów każda. Czas przejazdu wynosi około 23 sekundy.